# کارناوال جانوران
کارناوال جانوران (به فرانسوی: Le carnaval des animaux) سوییت موسیقی چهارده موومانه از آهنگساز فرانسوی دورهٔ رمانتیک، کامی سن-سانس است. این کار که دارای مایه‌ای هزل‌آمیز است، در اصل برای اجرایی خصوصی تصنیف شده بود و سن‌سانس تا زنده بود اجازه نداد پارتیسیون آن انتشار یابد یا در کنسرتی عمومی اجرا گردد. به همین دلیل نخستین اجرای عمومی کامل کارناوال جانوران دو ماه پس از مرگ سن‌سانس انجام شد.
کارناوال جانوران برای دو پیانو و ارکستر ساخته شده است و اجرای آن در حدود ۲۵ دقیقه زمان می‌برد.

## تاریخچه
پس از یک تور کنسرت ناموفق در آلمان در ۱۸۸۵–۸۶ میلادی، سن‌سانس به روستایی کوچک در اتریش رفت. در آن‌جا بود که وی کارناوال جانوران را در فوریهٔ ۱۸۸۶ ساخت. این کار برای دو پیانو، دو ویولن، ویولا، ویلونسل، کنترباس، فلوت (و فلوت پیکولو)، کلارینت، آرمونیکا، و زیلوفون تصنیف شده است.
سن‌سانس از آغاز، کارناوال جانوران را قطعه‌ای شوخی‌آمیز در نظر گرفته بود. او در نامه‌ای به تاریخ ۹ فوریهٔ ۱۸۸۶ به ناشرش دوران می‌نویسد که در حال ساخت کاری برای سه‌شنبه اعتراف پیش رو است و اعتراف می‌کند که می‌داند باید بر روی سمفونی سومش کار کند، ولی این کار جدید «لذت‌بخش» است. او در آغاز این کار را برای دانشجوهایش در اکول نیدرمیر تصنیف کرده بود، ولی کارناوال جانوران نخستین بار در یک کنسرت خصوصی در سه‌شنبهٔ اعتراف در ۹ مارس ۱۸۸۶ اجرا شد.
اجرای خصوصی دوم در ۲ آوریل در خانهٔ پولین ویاردو انجام شد که فرانتس لیست، دوست آهنگساز نیز در میان حضار بود. اجرای خصوصی دیگری هم در جشنواره‌ای فرانسوی انجام گرفت. با این وجود سن‌سانس مصمم بود که تا زنده است کارناوال جانوران منتشر نشود و آن را خدشه‌زننده به تصویر جدی خود می‌دانست. به‌گفتهٔ لاورنس گیلمن، سن‌سانس از واکنش منتقدان نگران بود و بنابراین از انتشار این کار صرف نظر کرد. قو تنها موومان کارناوال جانوران بود که سن‌سانس به انتشارش رضایت داد و تنظیمی از آن برای ویلنسل و پیانو را در ۱۸۸۷ میلادی منتشر کرد (قطعهٔ اصلی شامل دو پیانو است).
سن‌سانس تأکید کرده بود که کارناوال جانوران پس از مرگش منتشر شود؛ بنابراین پس از مرگ وی، این کار در دسامبر ۱۹۲۱ توسط دوران در پاریس منتشر شد. نخستین کنسرت عمومی کار در ۲۵ فوریهٔ ۹۲۲ برگزار شد. کارناوال جانوران از آن زمان به یکی از شناخته‌شده‌ترین و محبوب‌ترین ساخته‌های سن‌سانس بدل شده است.

## موومان‌ها

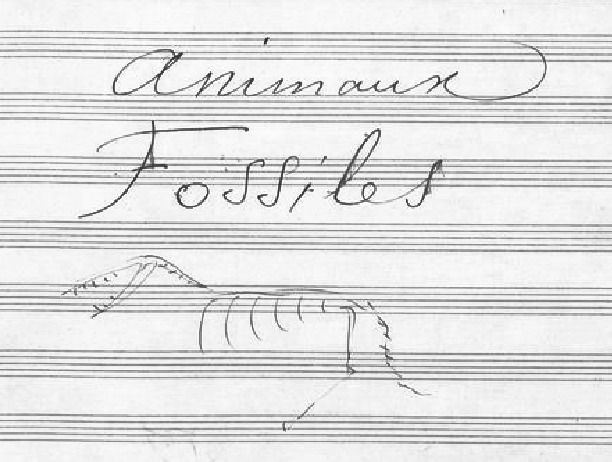
دست‌نوشتهٔ فسیل با خط و طراحی سن‌سانس

کارناوال جانوران از ۱۴ موومان تشکیل شده است که عبارتند از:
1. مقدمه و مارش شاهانهٔ شیر
2. مرغ‌ها و خروس‌ها
3. الاغ‌های وحشی
4. لاک‌پشت‌ها
5. فیل
6. کانگوروها
7. آکواریوم
8. موجوداتی با گوش‌های دراز
9. فاخته در جنگل
10. پرندگان
11. پیانونوازان
12. فسیل‌ها
13. قو
14. فیناله[۲]